# Jessica Lindell-Vikarby
Jessica Lindell-Vikarby nació el 7 de febrero de 1984 en Huddinge (Suecia) es una esquiadora que ha ganado 1 Medalla en el Campeonato del Mundo (1 de bronce) y tiene 2 victorias en la Copa del Mundo de Esquí Alpino (con un total de 8 podiums).

## Resultados

### Juegos Olímpicos de Invierno
- 2006 en Turín, Italia
  - Combinada: 8.ª
  - Descenso: 18.ª
  - Eslalon Gigante: 18.ª
  - Super Gigante: 24.ª
- 2010 en Vancouver, Canadá
  - Combinada: 22.ª
  - Super Gigante: 26.ª
  - Descenso: 30.ª
  - Eslalon Gigante: 31.ª
- 2014 en Sochi, Rusia
  - Eslalon Gigante: 7.ª

### Campeonatos Mundiales
- 2003 en St. Moritz, Suiza
  - Combinada: 8.ª
  - Super Gigante: 13.ª
  - Eslalon Gigante: 17.ª
  - Descenso: 25.ª
- 2005 en Bromio, Italia
  - Descenso: 6.ª
  - Combinada: 11.ª
  - Super Gigante: 28.ª
- 2007 en Åre, Suecia
  - Combinada: 19.ª
  - Eslalon Gigante: 28.ª
  - Super Gigante: 34.ª
- 2009 en Val d'Isère, Francia
  - Super Gigante: 12.ª
- 2011 en Garmisch-Partenkirchen, Alemania
  - Eslalon Gigante: 7.ª
  - Super Gigante: 14.ª
- 2013 en Schladming, Austria
  - Eslalon Gigante: 13.ª
  - Super Gigante: 15.ª
- 2015 en Vail/Beaver Creek, Estados Unidos
  - Eslalon Gigante: 3.ª

### Copa del Mundo

#### Clasificación general Copa del Mundo
- 2002-2003: 52.ª
- 2004-2005: 65.ª
- 2005-2006: 34.ª
- 2006-2007: 67.ª
- 2007-2008: 32.ª
- 2008-2009: 24.ª
- 2009-2010: 49.ª
- 2010-2011: 46.ª
- 2011-2012: 18.ª
- 2012-2013: 34.ª
- 2013-2014: 11.ª
- 2014-2015: 60.ª

#### Clasificación por disciplinas (Top-10)
- 2002-2003:
  - Combinada: 9.ª
- 2005-2006:
  - Combinada: 9.ª
- 2008-2009:
  - Super Gigante: 6.ª
- 2011-2012:
  - Super Gigante: 10.ª
  - Eslalon Gigante: 10.ª
- 2012-2013:
  - Eslalon Gigante: 8.ª
- 2013-2014:
  - Eslalon Gigante: 2.ª

#### Victorias en la Copa del Mundo (2)

##### Super Gigante (1)
| Fecha               | Lugar             |
| ------------------- | ----------------- |
| 26 de enero de 2009 | Cortina d'Ampezzo |

##### Eslalon Gigante (1)
| Fecha                  | Lugar        |
| ---------------------- | ------------ |
| 1 de diciembre de 2013 | Beaver Creek |